# Quách Bốc
Quách Bốc là tướng nhà Lý trong lịch sử Việt Nam. Ông cầm đầu cuộc biến loạn đánh đuổi vua Lý Cao Tông năm 1209.

## Cứu chủ chống vua
Không rõ Quách Bốc sinh, mất năm nào và quê quán ở đâu. Ông chỉ được biết tới là bộ tướng của Phạm Bỉnh Di - vị tướng và là hoạn quan thời Lý Cao Tông. Ông chỉ được sử sách ghi nhận từ cái chết oan uổng của Phạm Bỉnh Di năm 1209.
Đầu năm 1209, Cao Tông sai Phạm Du coi việc quân ở châu Nghệ An. Phạm Du bèn chiêu tập những người vong mệnh nổi dậy chống triều đình. Lý Cao Tông liền sai Phạm Bỉnh Di đánh Phạm Du. Phạm Bỉnh Di đánh bại Phạm Du. Phạm Du thua trận bỏ trốn.
Phạm Du ngầm sai người về kinh đút lót cho các quan lại trong triều, nói rằng Bỉnh Di tàn ác, giết hại người vô tội. Cao Tông triệu Phạm Du về kinh, lại triệu cả Bỉnh Di về triều. Phạm Du về kinh trước hầu Cao Tông, được vua tin cẩn. Cha con Bỉnh Di cùng Quách Bốc mang quân về kinh sau.
Phạm Bỉnh Di cùng con là Phạm Phụ vào triều, Quách Bốc ở ngoài thành. Cao Tông sai bắt cha con Bỉnh Di giam ở Thủy Viên, định xử tội.
Quách Bốc đóng quân ở ngoài thành nghe tin đó, bèn đem binh lính phá cửa Đại Thanh kéo vào nội điện để cứu chủ. Trong lúc quân Quách Bốc và quân triều đình đang giằng co ngoài cửa, Cao Tông thấy việc kíp quá, sai giải Bỉnh Di và Phụ vào chỗ bệ đá nghỉ mát trong điện Kim Tinh. Phạm Du cùng em là Phạm Kinh ở trong ngự đường đi ra, lấy luôn binh khí trong cung đâm chết cha con Bỉnh Di rồi cùng Cao Tông bỏ kinh thành Thăng Long chạy trốn.
Quách Bốc nghe tin cha con Bỉnh Di bị giết bèn sai quân sĩ đột nhập vào chỗ bệ đá trong điện Kim Tinh. Lúc đó vua Cao Tông và anh em Phạm Du đã chạy trốn. Ông sai quân lấy xe ngự chở xác Bỉnh Di, lấy chiếu ngự bọc xác của Phụ, theo cửa Việt Thành khiêng xuống bến Triều Đông an táng.
Quách Bốc liền vào cung Vạn Diên, tôn con người anh thứ của thái tử Sảm là Lý Thẩm lên làm vua. Một số đại thần trong đó có thái sư Đàm Dĩ Mông (em của hoàng hậu Đàm Thị) quy phục Lý Thẩm và Quách Bốc.
Lý Cao Tông chạy về Tam Nông (Phú Thọ) nương nhờ nhà Hà Vạn, một thủ lĩnh miền thiểu số có thế lực. Thái tử Lý Sảm cùng mẹ là nguyên phi Đàm Thị và hai em gái chạy về Hải Ấp, Thái Bình dưới quyền cai quản của Trần Lý.
Trần Lý và Tô Trung Từ chiêu tập quân đội dưới danh nghĩa giúp thái tử Sảm để đánh Quách Bốc.

## Không rõ kết cục
Trần Lý và Tô Trung Từ mang quân đánh về kinh thành đánh dẹp Quách Bốc. Sử sách ghi rất sơ lược về diễn biến này. Cuối năm 1209, cuộc binh biến của Quách Bốc bị dẹp, Trần Lý tử trận, Tô Trung Từ đón vua Cao Tông về kinh.
Sử sách chép không rõ về kết cục của Quách Bốc (cũng như Lý Thầm). Đại Việt sử ký toàn thư ghi đại lược: "Trừng trị bọn Quách Bốc làm loạn, xử tội theo mức độ khác nhau". Khâm định Việt sử thông giám cương mục cũng ghi vắn tắt: "Vua xét tội tùy theo nặng nhẹ có sai biệt". Sách Việt sử Tiêu án không đề cập tới việc xử tội phe Quách Bốc.

## Trong văn hoá đại chúng
| Năm  | Tác Phẩm                | Diễn Viên     |
| 2013 | 《Thái sư Trần Thủ Độ》 | NSUT Chu Hùng |